# Abronia pogonantha
Abronia pogonantha är en underblomsväxtart som beskrevs av Anton Heimerl. Abronia pogonantha ingår i släktet Abronia och familjen underblomsväxter. Inga underarter finns listade i Catalogue of Life.